# Lucas Alario
Lucas Alario (Tostado, 8 oktober 1992) is een Argentijns voetballer die doorgaans als aanvaller speelt. Hij verruilde Bayer Leverkusen in juli 2022 voor Eintracht Frankfurt. Alario debuteerde in 2016 in het Argentijns voetbalelftal.

## Clubcarrière

### Argentinië
Alario debuteerde op 11 juni 2011 in de Argentijnse Primera División in het shirt van Colón, tegen Arsenal de Sarandí. Hij mocht drie jaar af en toe invallen en werd in 2013/14 basisspeler. Zijn eerste competitietreffer volgde op 22 maart 2014, tegen Tigre. Dat was die dag meteen het winnende doelpunt. Zijn andere twee doelpunten dat seizoen waren in die wedstrijden ook de winnende treffers, tegen Newell's Old Boys en Olimpo. Alario maakte 5,5 jaar deel uit van het eerste elftal van Colón. Hiermee degradeerde hij in 2013/14 naar de Primera B Nacional, maar keerde hij een seizoen later terug naar de hoogste divisie.
Alario tekende in juli 2015 bij River Plate, dat twee miljoen euro voor hem betaalde. Hiermee won hij een maand later de Copa Libertadores, zijn eerste prijs. Hij maakte in de finale tegen Tigres UANL zelf het openingsdoelpunt. Het werd daarna ook nog 2–0 en 3–0. Alario maakte op 6 september 2015 voor het eerst een hattrick, in de Primera División tegen Nueva Chicago. Hij won op 26 augustus 2016 de Recopa Sudamericana met River Plate. Zijn ploeggenoten en hij wonnen die dag met 2–1 van Santa Fe. Hij maakte zelf het tweede doelpunt. Alario won op 15 december 2016 de Copa Argentina met River Plate. Zijn ploeggenoten en hij wonnen in de finale met 4–3 van Rosario Central. Hij maakte die wedstrijd zowel de 1–0, de 2–2 als de 3–3. Met zeven doelpunten in totaal werd hij dat jaar ook topscorer van het bekertoernooi. Hij scoorde in seizoen 2016/17 twaalf keer in de Primera División. Dat was de eerste keer dat hij daarin dubbele cijfers haalde.

### Duitsland
Alario verruilde River Plate in augustus 2017 voor Bayer Leverkusen. Hier moest hij voor zijn positie gaan concurreren met Leon Bailey en Kevin Volland en later ook Moussa Diaby en Patrik Schick. Zo kwam hij vijf jaar lang ieder seizoen aan twintig of meer wedstrijden in de Bundesliga, maar werd hij nooit een onbetwiste basisspeler. Van de 126 wedstrijden die hij speelde in de Duitse competitie, was hij in 70 daarvan invaller. Na het bereiken van de vierde plaats in 2018/19, speelde Alario in 2019/20 voor het eerst in de Champions League, tegen Lokomotiv Moskou, Juventus en Atlético Madrid. Hierin kwam hij niet tot scoren. Dat lukte hem wel toen Leverkusen na de groepsfase verder mocht in de Europa League. Hij scoorde toen in beide wedstrijden tegen FC Porto. Alario bereikte in 2019/20 ook de finale van de DFB-Pokal met Leverkusen. Hij was in eerdere rondes beslissend met doelpunten tegen Paderborn en VfB Stuttgart, maar kwam in de eindstrijd niet in actie. Zijn teamgenoten verloren die met 2–4 van Bayern München. Alario eindigde seizoen 2021/22 met Leverkusen op de derde plaats. Dat was de hoogste positie in zijn tijd bij de club. Hij droeg daar zelf in 27 speelronden aan bij, waarvan 22 als invaller. Daarin scoorde hij zes keer.
Alario tekende in juni 2022 voor drie jaar bij Eintracht Frankfurt, de winnaar van de Europa League in het voorgaande seizoen. Hier ging hij vooral dienen als reservespeler. Alario bereikte in zijn eerste seizoen ook met Eintracht Frankfurt de finale van de DFB-Pokal. Hij kon daar deze keer niet bij zijn vanwege een knieblessure. Zijn ploeggenoten verloren in de finale van RB Leipzig.

## Clubstatistieken
| Seizoen     | Club                | Competitie         | Competitie | Competitie | Beker | Beker | Internationaal | Internationaal | Totaal | Totaal |
| Seizoen     | Club                | Competitie         | Wed.       | Dlp.       | Wed.  | Dlp.  | Wed.           | Dlp.           | Wed.   | Dlp.   |
| ----------- | ------------------- | ------------------ | ---------- | ---------- | ----- | ----- | -------------- | -------------- | ------ | ------ |
| 2010/11     | Colón               | Primera División   | 1          | 0          | 0     | 0     | —              | —              | 1      | 0      |
| 2011/12     | Colón               | Primera División   | 9          | 0          | 0     | 0     | —              | —              | 9      | 0      |
| 2012/13     | Colón               | Primera División   | 2          | 0          | 0     | 0     | 0              | 0              | 2      | 0      |
| 2013/14     | Colón               | Primera División   | 21         | 3          | 2     | 0     | —              | —              | 23     | 3      |
| 2014        | Colón               | Primera B Nacional | 15         | 6          | 0     | 0     | —              | —              | 15     | 6      |
| 2015        | Colón               | Primera División   | 10         | 3          | 0     | 0     | —              | —              | 10     | 3      |
| Club totaal | Club totaal         | Club totaal        | 58         | 12         | 2     | 0     | 0              | 0              | 60     | 12     |
| 2015        | River Plate         | Primera División   | 6          | 4          | 0     | 0     | 8              | 3              | 14     | 7      |
| 2016        | River Plate         | Primera División   | 13         | 6          | 6     | 7     | 7              | 3              | 26     | 16     |
| 2016/17     | River Plate         | Primera División   | 27         | 12         | 0     | 0     | 8              | 3              | 35     | 15     |
| 2017/18     | River Plate         | Primera División   | 1          | 0          | 2     | 1     | 0              | 0              | 3      | 1      |
| Club totaal | Club totaal         | Club totaal        | 47         | 22         | 8     | 8     | 23             | 9              | 78     | 39     |
| 2017/18     | Bayer Leverkusen    | Bundesliga         | 23         | 9          | 3     | 1     | —              | —              | 26     | 10     |
| 2018/19     | Bayer Leverkusen    | Bundesliga         | 27         | 9          | 2     | 1     | 7              | 4              | 36     | 14     |
| 2019/20     | Bayer Leverkusen    | Bundesliga         | 24         | 7          | 4     | 3     | 8              | 2              | 36     | 12     |
| 2020/21     | Bayer Leverkusen    | Bundesliga         | 25         | 11         | 3     | 2     | 5              | 2              | 33     | 15     |
| 2021/22     | Bayer Leverkusen    | Bundesliga         | 27         | 6          | 0     | 0     | 6              | 1              | 33     | 7      |
| Club totaal | Club totaal         | Club totaal        | 126        | 42         | 12    | 7     | 26             | 9              | 164    | 58     |
| 2022/23     | Eintracht Frankfurt | Bundesliga         | 20         | 1          | 3     | 1     | 2              | 0              | 25     | 2      |
| 2023/24     | Eintracht Frankfurt | Bundesliga         | 0          | 0          | 0     | 0     | 0              | 0              | 0      | 0      |
| Club totaal | Club totaal         | Club totaal        | 20         | 1          | 3     | 1     | 2              | 0              | 25     | 2      |

Bijgewerkt t/m 10 september 2023.

## Interlandcarrière
Alario debuteerde op 2 september 2016 in het Argentijns voetbalelftal. Hij viel toen in de 71e minuut in voor Lucas Pratto tijdens een met 1–0 gewonnen kwalificatiewedstrijd voor het WK 2018, thuis tegen Uruguay. Alario maakte op 13 juni 2017 zijn eerste doelpunt als international. Hij zorgde die dag in de 90e minuut voor de 0–5 in een met 0–6 gewonnen oefeninterland in en tegen Singapore. Hij werd daarna ruim twee jaar niet opgeroepen voor het nationale elftal, waarna hij in 2019 en 2020 opnieuw een aantal oefeninterlands en WK-kwalificatiewedstrijden mocht spelen.

## Erelijst
| Copa Libertadores   | 1x | 2015    |
| Recopa Sudamericana | 1x | 2016    |
| Copa Argentina      | 1x | 2015/16 |